# ソレイユ出版
株式会社ソレイユ出版は、日本の東京都豊島区にある出版社。

## 概要
『いきいき健康』シリーズや、宮沢賢治を題材にしたシリーズ『わたしの宮沢賢治』、江本勝『水が答えたシリーズ』などを発行する。